# Pittore di Šuvalov
Pittore di Šuvalov (fl. ultimo quarto V secolo a.C.) è il nome convenzionale assegnato ad un ceramografo attico, nome ripreso da quello del collezionista Ivan Ivanovič Šuvalov che acquistò un suo vaso nel XVIII secolo, ora esposto all'Ermitage.

## Attività
La sua opera è legata principalmente alla decorazione di piccoli vasi, principalmente di quelli identificati col nome di oinochoe. Lo stile è riconoscibile per la sua leggerezza e per la vividezza che lo contraddistingue, in conformità coll'operato del pittore di Eretria. La produzione di questo ceramografo riguarda tematiche differenziate: si occupò sia della raffigurazione di scene mitologiche e divine (in particolare Apollo e le Muse sono stati uno dei suoi soggetti preferiti), sia della riproduzione di attività facenti parte della quotidianità (in particolare si ricorda la raffigurazione di scene amorose e giochi puerili). Una delle tematiche più caratteristiche di questo ceramografo è la rappresentazione di fughe e inseguimenti d'amore: nella sua opera si trovano tre versioni similari di un motivo di Apollo in inseguimento d'amore, particolarmente dinamiche.